# Campylocheta vansomereni
Campylocheta vansomereni är en tvåvingeart som beskrevs av Fritz Isidore van Emden 1960. Campylocheta vansomereni ingår i släktet Campylocheta och familjen parasitflugor.
Artens utbredningsområde är Kenya. Inga underarter finns listade i Catalogue of Life.